# Dicranomyia mediterranea
Dicranomyia mediterranea är en tvåvingeart som beskrevs av Paul Lackschewitz 1942. Dicranomyia mediterranea ingår i släktet Dicranomyia och familjen småharkrankar. Inga underarter finns listade i Catalogue of Life.